# Atjetille
Atjetille is een buurtschap, brug (tillle) en een gemaal in de Nederlandse gemeente Harlingen. Atjetille ligt tussen de stad Harlingen en Achlum, aan de Ludingaweg. Bij het gemaal en de brug staan een aantal huizen. De plaats wordt aangeduid met witte komborden, hoewel het kadaster de plaats niet als buurtschap vermeldt en de plaats dan ook niet als zodanig op topografische kaarten wordt weergegeven. 
De brug Atjetille ligt over de Achlumervaart en heette vroeger nog Kiptille. De brug werd in 2018 vernieuwd. Deze nieuwe betonbrug verving een oudere betonbrug.
Het gemaal (dat officieel Atsjetille heet) bemaalt een deel van de Polder Ludinga. In het verleden lagen er vloeddeuren bij de brug, die waarschijnlijk werden onderhouden door het klooster Ludingakerke. In 1530 werd de sluis aangeduid als Ossetyl, mogelijk is de naam daarna verbasterd tot Atjetille.
In de 16e en 17e eeuw heeft in de buurt van Atjetille de stins Holkemastate gestaan. In 1832 werd er een spinnenkopmolen gebouwd nabij Atjetille door Sijmon Hingst die steenfabrikateur was. Deze molen is in de loop van de 19e eeuw verdwenen.

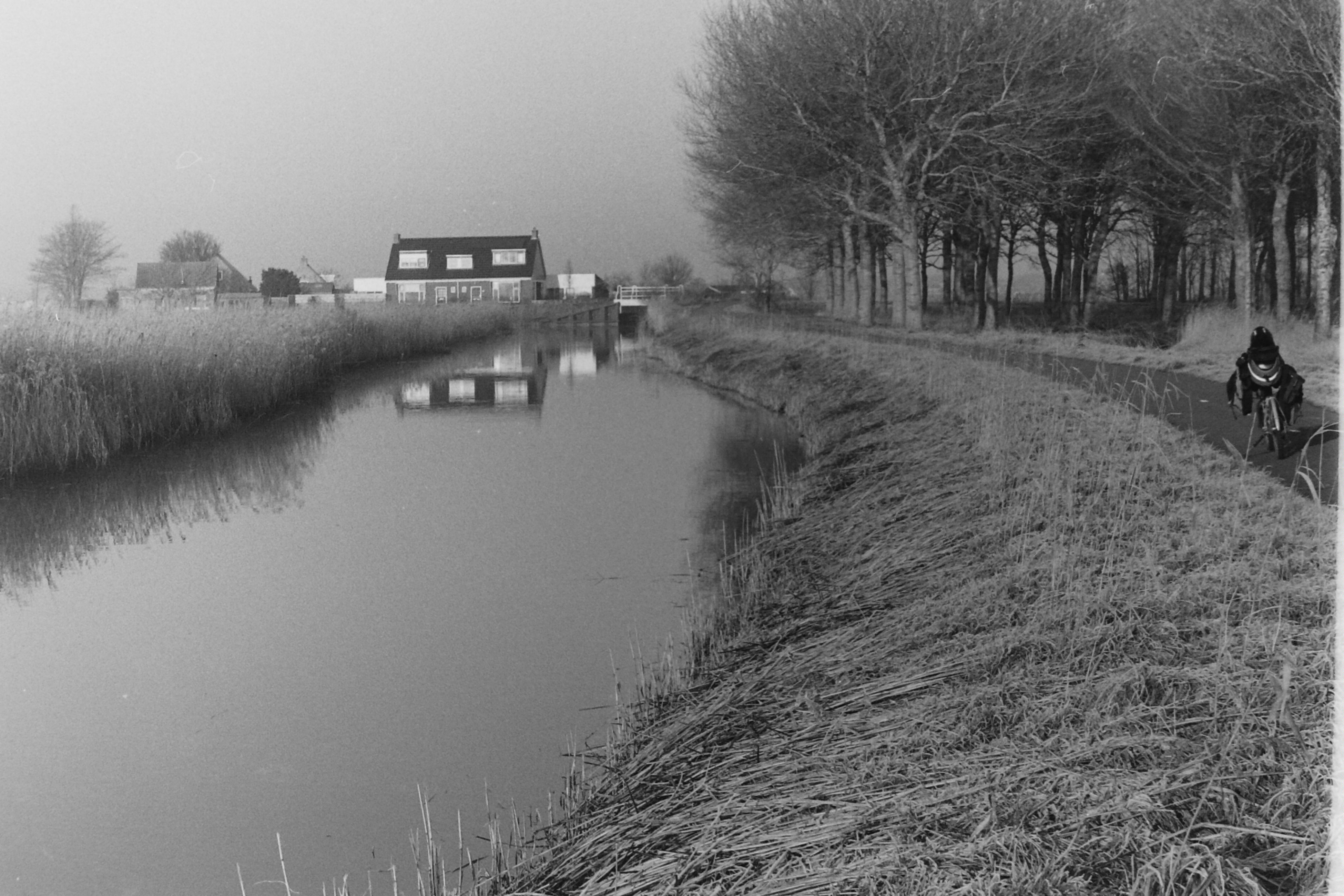
Atjetille bij de Achlumervaart met de gelijknamige brug
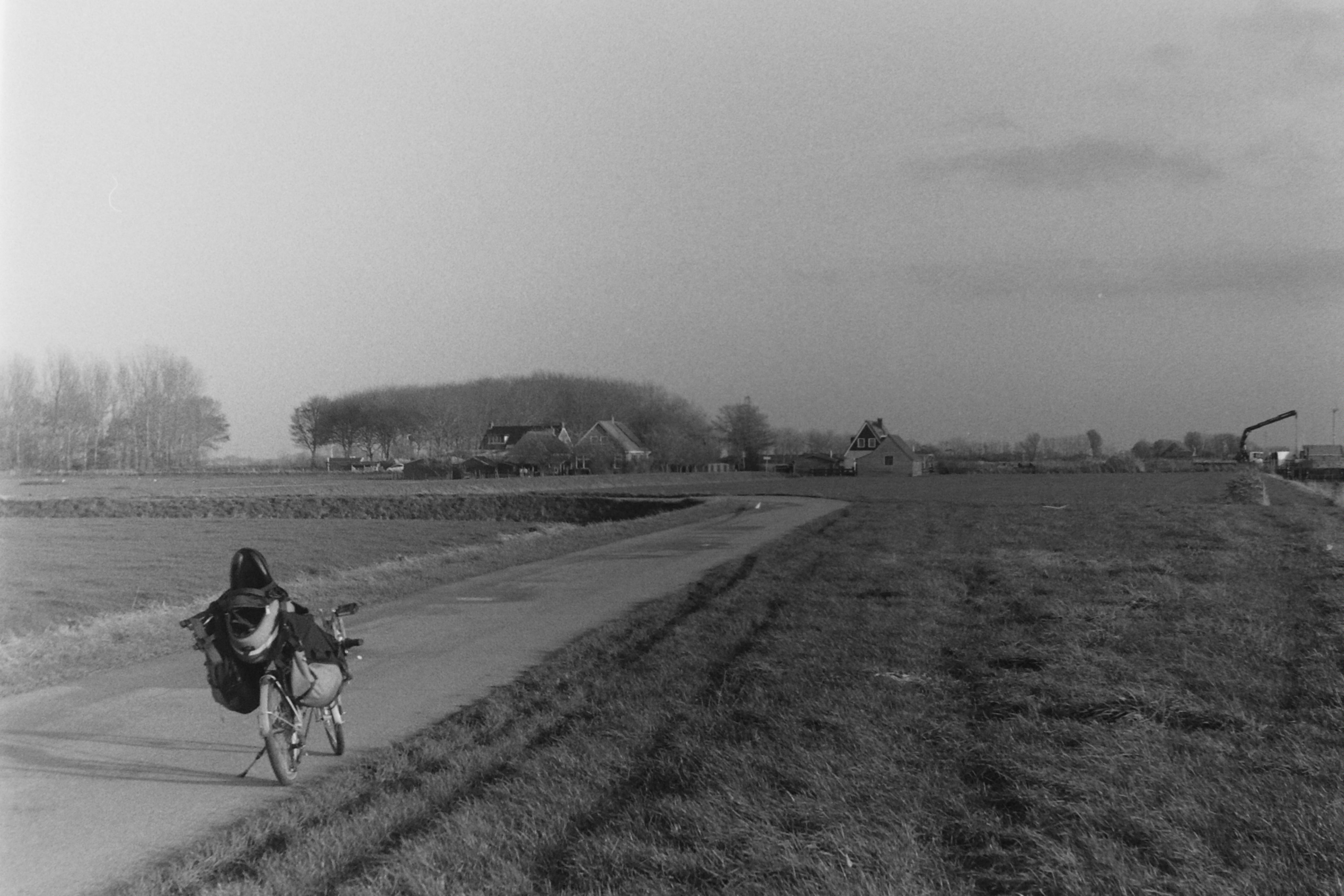
Atjetille vanaf de Achlumerdijk gezien

Stad en dorpen: Harlingen · Midlum · Wijnaldum

Buurtschappen: Atjetille ·De Blijnse · IJslumburen · Kiesterzijl (klein deel) · Koetille · Koningsbuurt · Roptazijl (deels) · Saltryp · Voorrijp

Voormalige buurtschappen: Almenum · Luidum · Ungabuurt

Friesland: Steden en dorpen      Nederland: Provincies · Gemeenten